# آسیاب هشت پیمان ۲
بقایای آسیاب هشت پیمان ۲ مربوط به سده‌های متاخر دوران‌های تاریخی پس از اسلام است و در شهرستان گچساران، بخش مرکزی، دهستان امامزده جعفر، ۱ کیلومتری روستای هشت پیمان، حد فاصل دو گنبدان و روستای کمبل واقع شده و این اثر در تاریخ ۷ خرداد ۱۳۸۷ با شمارهٔ ثبت ۲۲۹۸۴ به‌عنوان یکی از آثار ملی ایران به ثبت رسیده است.